# Auszeichnungen für das Nationale Aufbauwerk
Die Auszeichnungen für das Nationale Aufbauwerk der Nationalen Front waren nichtstaatliche Abzeichen im Nationalen Aufbauwerk (NAW) der Deutschen Demokratischen Republik (DDR), welche zwischen 1951 und 1969 verliehen wurden.

## Geschichte

### 1951 bis 1959
Auszeichnungen in ersten unterschiedlichen Formen wurden bereits 1951 an all jene Menschen verliehen, die im NAW am Wiederaufbau Berlins und anderer zerstörter Städte der DDR beteiligt waren. Die dafür verliehenen Abzeichen gab es sowohl auf Bezirks- wie auch auf Kreisebene. Diese reichten von einfachsten Anstecknadeln bis hin zu Medaillen mit Ordensband. Bekannt geworden sind neben Berlin Abzeichen der Städte Suhl, Magdeburg, Cottbus, Dresden, Gera, Rostock und Halle.

### 1959 bis 1969

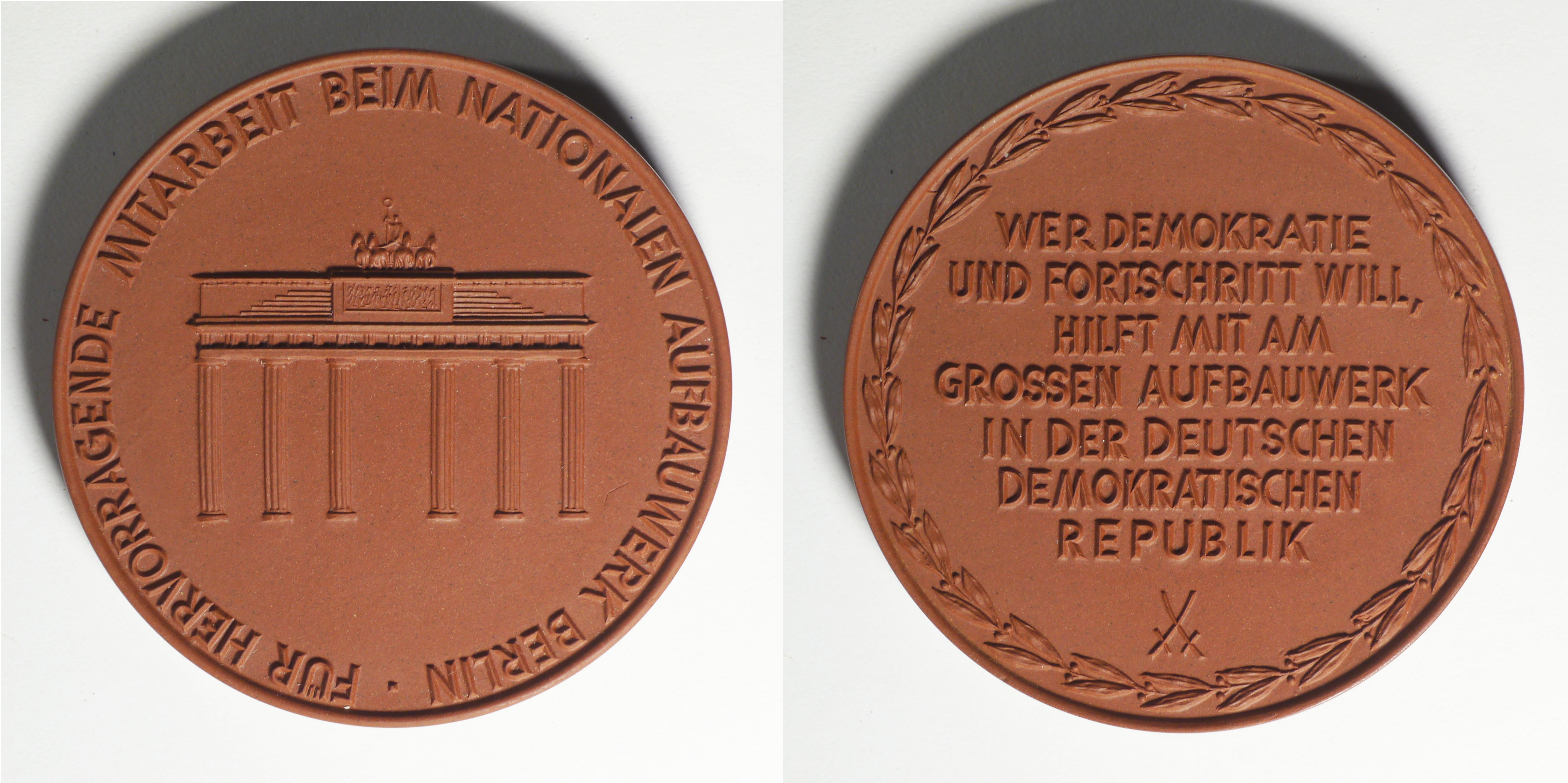
Plakette für Mitarbeit beim Nationalen Aufbauwerk aus Böttgersteinzeug

Erst 1959 wurde vom NAW eine einheitliche Auszeichnung geschaffen. 1960 zeigte diese ein verkleinertes Exemplar des Aktivistenabzeichens des Siebenjahrplanes mit unterer Aufschrift: NAW. Die Verleihung des Abzeichens erfolgte in 
- Gold: für 500 Aufbaustunden
- Silber: für 300 Aufbaustunden und
- Bronze: für 125 Aufbaustunden.[1]
- Böttger-Porzellan, Meißen

### 1969 bis 1990
In den 1960er Jahren wurde das NAW durch die ebenfalls von der Nationalen Front getragene und als volkswirtschaftliche Masseninitiative (VMI) organisierte „Mach-mit-Bewegung“ (Losung: Schöner unsere Städte und Gemeinden – Mach mit!) ersetzt. An die Stelle der Auszeichnungen für das NAW trat das 1969 gestiftete Abzeichen für Verdienste in der Mach-Mit-Bewegung.